# You Know What?
You Know What? (englisch für „Weißt du was?“) ist ein Lied der deutschen Singer-Songwriterin Madeline Juno. Das Stück ist die zweite Singleauskopplung aus ihrem zweiten Studioalbum Salvation.

## Entstehung und Artwork
You Know What? wurde von der Interpretin selbst, gemeinsam mit den Koautoren Axel Ehnström (Paradise Oskar) und Kim Wennerström geschrieben. Wennerström zeichnete darüber hinaus für die Instrumentierung, Produktion und Programmierung verantwortlich. Die Produktion erfolgte in Zusammenarbeit mit dem Produzententrio Madizin (bestehend aus Patrick Benzner, Dave Roth und Serhat Sakin), das ebenfalls an der Instrumentierung beteiligt war. Darüber hinaus tätigte das Produzententrio die Abmischung des Stücks. Aufgenommen wurde das Lied unter der Leitung von Steffen Graef. Bei der Instrumentierung sind Ehnström, Madizin und Wennerström an der Gitarre zu hören, Wennerström spielte zudem Bass und Keyboard.
Auf dem Frontcover der Single ist – neben Interpretenangabe und Liedtitel – ein Polaroid von Madeline Juno zu sehen. Es zeigt sie mit gesenktem Blick auf einem Boot, das sich mitten in einem See befindet. Die Fotografie entstand während den Dreharbeiten des dazugehörigen Musikvideos.

## Veröffentlichung und Promotion

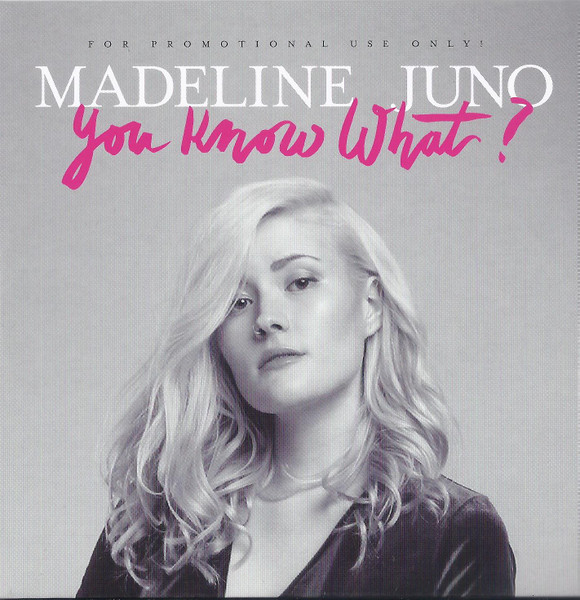
Frontcover zur Promo-Single.

Die Erstveröffentlichung von You Know What? erfolgte als Teil von Madeline Junos zweitem Studioalbum Salvation am 26. Februar 2016. Am 3. Juni 2016 erschien es als zweite Singleauskopplung des Albums. Diese erfolgte digital zum Download und Streaming durch das Musiklabel Embassy of Music. Sie erschien als 2-Track-Single und beinhaltet neben dem Original einen Remix von Madizin. Für den Vertrieb war Tonpool zuständig, verlegt wurde das Lied durch Aquarium Songs, Emma’s Park Music, EMP Elements Music Publishing und Sony Music Publishing sowie dem Subverlag Budde Music.
2016 erschien zudem ein Promo-Tonträger auf CD, der lediglich das Original zu You Know What? beinhaltet.
Während einer Radio-Promotour sang Juno das Lied in einer Akustikversion beim Baden-Württembergischen Hörfunksender Antenne 1 am 3. März 2023. Um das Lied weiter zu bewerben, erfolgte unter anderem ein Liveauftritt im ZDF-Fernsehgarten am 12. Juni 2016. Am 20. Juli 2016 erschien zudem ein Vevo-Exclusive, bei dem Juno ebenfalls eine Akustikversion des Titels darbot.

## Hintergrund
Das Album und die Single entstanden unter der Situation, dass Juno ihr Musiklabel Universal Music verlassen und ihre Band verloren habe. In einem Interview mit Funk, das 2021 im Rahmen der Musiksendung Musik gegen die Einsamkeit erfolgte, äußerte sich Juno, das der Verlust der Band dadurch kam, dass sie diese über Jahre mit einem anderen „großen“ Künstler geteilt habe. Die Bandmitglieder seien ihre besten Freunde gewesen, ihre „Brüder“. Es sei nur eine Frage der Zeit gewesen, bis es irgendwann einmal nicht mehr auf diese Weise funktionieren würde, dass die ganze Band zweigleisig spiele. Sie und die Band hätten etwa ein halbes Jahr lang Auftritte absagen müssen und irgendwann musste man einfach mal sagen: „Ey, ganz kurz. Wir können nicht mehr die ganze Zeit Gigs absagen, weil wir keine Ersatzband haben, seit ihr weiter dabei oder nicht?“ Von einem Bandmitglied, dass für die ganze Band sprach, hieß es „nein“. Das habe ihr zu diesem Zeitpunkt „so krass“ das Herz gebrochen. Juno habe geglaubt, dass sie irgendwie sauer auf sich selbst und die Gesamtsituation gewesen sei, die sie nicht kontrollieren konnte. Sie habe gedacht, dass sie alles „neu“ haben wolle. Sie habe gewollt das alles „verschwindet“, dass sie von „neu anfangen“ könne. Dies sei einer der Gründe gewesen, warum sie im gleichen Jahr aus „irgendeiner Laune“ heraus Waldbrand geschrieben habe, in dem es genau darum ginge und fortan zur deutschsprachigen Musik wechselte. Juno erinnere sich noch ganz genau daran, dass sie gewollt habe, dass alle Leute, die wissen, was passiert sei, das hören und verstehen, was gerade zu diesem Zeitpunkt Phase sei, auch wenn es ihr selbst nichts bringen würde.

## Inhalt
Der Liedtext zu You Know What? ist in englischer Sprache verfasst; der Titel bedeutet ins Deutsche übersetzt „Weißt du was?“. Geschrieben und komponiert wurde das Stück gemeinsam von Axel Ehnström, Madeline Juno und Kim Wennerström. Musikalisch bewegt sich das Lied im Bereich der elektronischen Musik und der Popmusik, stilistisch im Bereich des Synthiepops. Das Tempo beträgt 122 Schläge pro Minute. Die Tonart ist Fis-Dur. Inhaltlich handelt das Lied von einer Liebe auf Zeit. In einem „Track by Track“ beschrieb Juno den Titel als einen der beruhigendsten des Albums. Es sei ein sehr akustischer Titel, der nur gehört und verstanden werden wolle. Geschrieben habe sie das Lied in Gedanken an ihren Lieblingsfilm Restless („Guess you’re Enoch and I’m Annabel“). In diesem gehe es um Annabel und Enoch, die unsagbar ineinander verliebt seien. Annabelle sei jedoch sterbenskrank und beide würden wissen, dass sie nicht sehr viel Zeit miteinander hätten. Diese Geschichte habe sie auf ihre eigene übertragen. Diese sei keine tolle Liebesgeschichte; zu wissen, dass man sich trennen müsse und nur gewisse Zeit miteinander verbringen könne.
Aufgebaut ist das Lied auf zwei Strophen, einem Refrain und einer Bridge. Es beginnt mit der ersten Strophe, die als Sechszeiler verfasst wurde. An diese schließt sich erstmals der Refrain an, der ebenfalls als Sechszeiler geschrieben wurde. Der gleiche Aufbau wiederholt sich mit der zweiten Strophe. Nach dem zweiten Refrain erfolgt als musikalisches Zwischenstück die Bridge, die sich aus zwei Zeilen zusammensetzt, ehe das Stück mit dem dritten Refrain endet.
| „We got caught in a dream but it’s not what it seems. Guess you’re Enoch and I’m Annabel. If I get to decide if this love’s gonna die. I know I never wanna wish you well. If I gave you up, no, I could never tell. If we’re caught in a dream or not.“ – Refrain, Originalauszug | „Wir sind in einem Traum gefangen, aber es ist nicht so, wie es scheint, Schätze, du bist Enoch und ich Annabel. Wenn ich entscheiden müsste, ob diese Liebe stirbt, Wüsste ich, dass ich dir nie das Beste wünschen könnte. Wenn ich dich aufgeben würde, könnte niemand sagen, Ob wir in einem Traum gefangen sind oder nicht.“ – Refrain, Übersetzung |

## Musikvideo
Das Musikvideo zu You Know What? feierte seine Premiere am 3. Juni 2016 auf YouTube. Es zeigt die Geschichte einer jungen, zeitlich begrenzten Liebesbeziehung, in der Juno schauspielerisch vom deutschen Musiker Christopher Brenner unterstützt wurde. Juno befindet sich hierbei in stationärer Behandlung und trifft dabei auf Brenner. Sie verbringen Zeit miteinander, verlieben sich und tätigen Unternehmungen außerhalb ihrer Unterbringung. Nach einem chirurgischer Eingriff wacht Juno jedoch nicht mehr auf. Gegen Ende sitzt Brenner vor dem leeren Bett Junos, worauf ein Rückblick ihrer gemeinsamen Zeit folgt und das Video schließlich damit endet, dass er sich alleine auf eine Strandliege setzt, den Blick vor sich auf den See gerichtet hat und kurz die Silhouette Junos neben ihm erscheint. Das Musikvideo greift, wie auch der Liedtext, die Geschichte des Filmdramas Restless auf. Die Gesamtlänge des Videos beträgt 2:51 Minuten. Regie führte, wie bei der vorherigen Single Stupid Girl, erneut Philipp Gladsome.

## Mitwirkende
| Liedproduktion - Axel Ehnström (Paradise Oskar): Gitarre, Komponist, Liedtexter - Steffen Graef: Tonmeister - Madeline Juno: Komponist, Liedtexter - Madizin: Abmischung, Gitarre, Musikproduzent - Kim Wennerström: Bass, Gitarre, Keyboard, Komponist, Liedtexter, Musikproduzent, Programmierung Visualisierung - Philipp Gladsome: Regisseur (Musikvideo) | Unternehmen - Aquarium Songs: Verlag - Budde Music: Subverlag - Embassy of Music: Musiklabel - Emma’s Park Music: Verlag - EMP Elements Music Publishing: Verlag - Sony Music Publishing: Verlag - Tonpool: Vertrieb |

## Rezensionen
Lena Zschirpe von Plattentests.de bewertete Salvation mit fünf von zehn Punkten. In ihrer Rezension ist sie der Meinung, dass Juno mit You Know What? in alte Muster verfalle. Sie zupfe bescheiden an der Gitarre und präsentiere die elfenhaften Facetten ihres Gesangs. Zschirpe gebe zu, der Überraschungseffekt sei damit auf ihrer Seite, aber wirklich nötig sei es eben auch nicht.
Kai Butterweck von laut.de vergab zwei von fünf Sternen für Salvation. Er beschrieb dabei You Know What? als eine Art gescheitertes Experiment, Altes mit Neuem zu paaren. Schwungvolle Lagerfeuergitarren im Verbund mit zuckersüßen Zusätzen aus der Retorte klängen wie der verzweifelte Versuch einer Melange aus Gestern und Heute. Wobei sich das Hier und Jetzt wesentlich schwerer täte als das, was im März 2014 (The Unknown) noch für Aufsehen in der hiesigen Popbranche gesorgt hätte.
Bradley Stern vom US-amerikanischen Musik-Blog MuuMuse setzte Salvation auf Rang zehn der „Alben des Jahres 2016“. Er beschrieb, dass dies der Titel gewesen sei, der ihn dazu gebracht hätte, von seinem Handy abzulassen. Den Refrain bezeichnete er als süß traurig und inspirierend, sich den Film Restless unbedingt anschauen zu wollen, diese Wirkung entfalte Juno mit dem Titel bei ihm.